# Semikhah

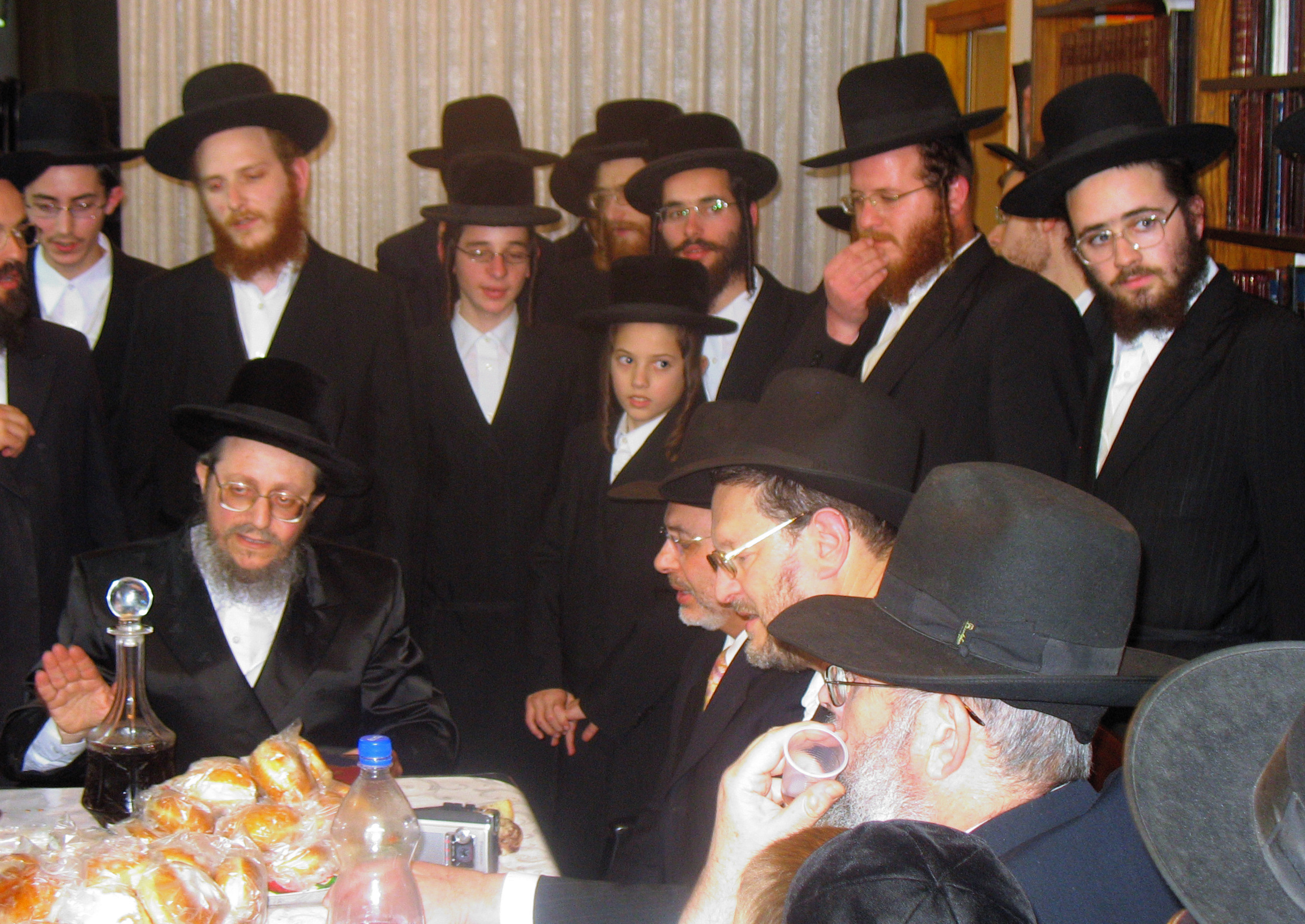
Riunione di rabbini e studenti durante Chanukkah

Semikhah (in ebraico 'סמיכה'‎?, imposizione (delle mani)), o anche semichut (in ebraico סמיכות‎?, "ordinazione") o semicha lerabbanut (in ebraico סמיכה לרבנות‎?, "ordinazione rabbinica"), deriva dalla parola ebraica che significa "affidarsi" o "essere autorizzato". Generalmente si riferisce al conferimento di titolo di rabbino nell'Ebraismo. In questo senso rappresenta la "trasmissione" dell'autorità rabbinica per fornire consigli e guida, o decidere sentenze nell'ambito della Halakhah (Legge ebraica). Anche se la maggior parte dei rabbini attivi nelle sinagoghe detengono una semikhah rilasciata da una qualche istituzione o accademia rabbinica, fino a poco tempo fa ciò non sempre era richiesto, infatti molti rabbini Haredi non dovevano necessariamente essere in possesso di una semikhah "formale", anche se occupavano importanti posizioni rabbiniche e di leadership.
La semikhah classica si riferisce ad uno specifico tipo di ordinazione che, secondo la dottrina tradizionale ebraica, fa risalire una linea di autorità fino a Mosè ed i settanta anziani. La linea classica di semikhah sembra essersi conclusa verso il IV o V secolo dell'era volgare, ma è opinione diffusa che la linea di conferimento della Torah rimanga intatta. Alcuni credono che esista prova che la semikhah classica fosse esistente durante il XII secolo, quando alcuni semuchim dal Libano e dalla Siria si misero in viaggio per Israele al fine di trasmettere la semikhah ai loro studenti.  Altri, come per esempio il talmudista Rav Yisroel of Shklov (1770–1839), affermavano che la linea non fosse stata mai spezzata, ma che fosse continuata al di fuori della Terra d'Israele. Oggi molti credono nell'esistenza di una catena ininterrotta di autorità che risalga al tempo di Mosè e Giosuè.
Un terzo e distinto significato di semikhah è l'imposizione delle mani durante l'offerta di un korban ("sacrificio") ai tempi del Tempio di Gerusalemme.

## Bibbia ebraica
Secondo il Tanakh (Bibbia ebraica), Mosè ordinò Giosuè mediante la semikhah. (Numeri 27:15-23, Deuteronomio 34:9). Mosè ordinò anche i 70 anziani (Numeri 11:16-25). Gli anziani in seguito ordinarono i rispettivi successori nello stesso modo. I successori a loro volta ordinarono altri successori: questa catena di trasmissione della semikhah continuò al tempo del Secondo Tempio per un periodo indeterminato.
Tradizionalmente Mosè viene reputato quale "primo rabbino" dei Figli di Israele. Viene tuttora citato dalla maggioranza degli ebrei come Moshe Rabbeinu ("Mosè nostro Maestro"). Mosè era anche un profeta ed è un principio fondamentale della fede ebraica che egli sia il più grande di tutti i profeti biblici. Mosè trasmise il proprio comando a Giosuè come ingiunto da Dio nel Libro dei Numeri dove l'argomento della semikhah ("imposizione [delle mani]" o "ordinazione") è menzionato per la prima volta nella Torah:
- Numeri 27:15-23[7]: Mosè disse al Signore: "Il Signore, il Dio della vita in ogni essere vivente, metta a capo di questa comunità un uomo che li preceda nell'uscire e nel tornare, li faccia uscire e li faccia tornare, perché la comunità del Signore non sia un gregge senza pastore". Il Signore disse a Mosè: "Prenditi Giosuè, figlio di Nun, uomo in cui è lo spirito; porrai la mano su di lui, lo farai comparire davanti al sacerdote Eleazaro e davanti a tutta la comunità, gli darai i tuoi ordini in loro presenza e lo farai partecipe della tua autorità, perché tutta la comunità degli Israeliti gli obbedisca. Egli si presenterà davanti al sacerdote Eleazaro, che consulterà per lui il giudizio degli Urim davanti al Signore; egli e tutti gli Israeliti con lui e tutta la comunità usciranno all'ordine di Eleazaro ed entreranno all'ordine suo". Mosè fece come il Signore gli aveva ordinato; prese Giosuè e lo fece comparire davanti al sacerdote Eleazaro e davanti a tutta la comunità; pose su di lui le mani e gli diede i suoi ordini come il Signore aveva comandato per mezzo di Mosè.
- Deuteronomio 34:9[8]: Giosuè, figlio di Nun, era pieno dello spirito di saggezza, perché Mosè aveva imposto le mani su di lui; gli Israeliti gli obbedirono e fecero quello che il Signore aveva comandato a Mosè.

## Mishnah e Talmud
Nonostante il nome, la semikhah classica non necessitava effettivamente di un'imposizione letterale delle mani: il dispositivo della cerimonia consisteva in un tribunale di tre membri, almeno uno dei quali doveva egli stesso avere una semikhah, che conferiva l'autorità al destinatario. Sia i datori che il destinatario dovevano essere nella Terra d'Israele, ma non c'era bisogno di essere nello stesso posto specifico. Nell'era mishnaica divenne legge che solo colui che aveva la semikhah potesse deliberare su materie religiose e promulgare decisioni legali.
Il titolo ribbi (o "rabbi") era riservato a coloro che detenevano la semikhah. I saggi della comunità ebraica babilonese avevano un'istruzione religiosa simile ma, senza la cerimonia della semikhah, erano chiamati rav. Il Talmud riferisce anche che si può ricevere il titolo di "Rabbi" da coloro ai quali si insegna o si dà consigli.
Dopo la fallita rivolta di Bar Kokhba nel 132-135 e.v., i romani sedarono la rivolta e l'imperatore Adriano cercò di porre definitivamente fine al Sinedrio, l'organo legislativo e religioso supremo del popolo ebraico. Secondo il Talmud, Adriano decretò che chiunque avesse dato o accettato la semikhah sarebbe stato ucciso, qualsiasi città ove la cerimonia avesse avuto luogo sarebbe stata rasa al suolo e tutte le colture entro un miglio dal luogo della cerimonia sarebbero state distrutte. La linea di successione fu salvata dal martirio di Rabbi Judah ben Baba: non prese con lui nessun altro rabbino, ma andò con cinque studenti di Rabbi Akiva martirizzato su un passo di montagna lontano da qualsiasi insediamento o fattoria, e questo rabbino da solo ordinò tutti e cinque gli studenti. Questi nuovi rabbini erano: Rabbi Meir, Rabbi Shimon, Rabbi Yehudah (Ben Ila'i), Rabbi Yosi e Rabbi Elazar ben Shamua - un'intera generazione di importanti guide della Torah. Quando i romani li attaccarono, Rabbi Yehuda bloccò il passaggio con il suo corpo, permettendo agli altri di fuggire e diventò uno dei Dieci Martiri dell'Ebraismo rabbinico, venendo colpito da lance per 300 volte. Quindi la semikhah è concessa anche da un rabbino all'altro, senza la necessità di due testimoni, e questi cinque rabbini continuarono questa tradizione.
La data esatta in cui terminò la successione originale della semikhah è incerta.  Molte autorità medievali credevano che fosse stato durante il regno di Hillel II, verso l'anno 360 e.v. Tuttavia, Teodosio I proibì al Sinedrio di riunirsi e dichiarò l'ordinazione illegale. (Il diritto romano prescriveva la pena capitale per qualsiasi rabbino che avesse ricevuto l'ordinazione, nonché la completa distruzione della città in cui si era verificata tale l'ordinazione). Sembra che ciò sia continuato almeno fino al 425, quando Teodosio II fece giustiziare Gamaliele VI e soppresse il Patriarcato (Nasi) ed il Sinedrio.

### La formula
L'antica formula della Semikhah era "Yoreh Yoreh. Yaddin Yaddin" ('Può egli decidere? Che egli decida! Può egli giudicare? Che egli giudichi!'): nei primi giorni dell'Ebraismo rabbinico qualsiasi insegnante ordinato poteva a sua volta ordinare i propri studenti.

### La catena ininterrotta della Torah
La semikhah classica veniva rilasciata da un tribunale di tre giudici (Mishnah Sanhedrin 2a) e successivamente si richiese la partecipazione di almeno uno che avesse raggiunto questo stato egli stesso. Secondo il Rambam (hil. Sanhedrin 4:3) gli altri due non avevano bisogno di essere semukhim. Come già specificato supra, la semikhah rappresenta una catena ininterrotta di tradizione e l'autorità che ne deriva risale al tempo di Mosè e Giosuè. Si asserisce che Dio abbia impartito la Torah a Moshe Rabbeinu sul Monte Sinai nel 1312 p.e.v. e che da allora la conoscenza della Torah sia passata da generazione a generazione col conferimento della semikhah - l'ordinazione rabbinica - o la trasmissione ininterrotta di autorità che risale al tempo di Mosè. Questa catena ininterrotta di tradizione si crede sia continuata per oltre 3000 anni e continua tuttora.

### Tipologia

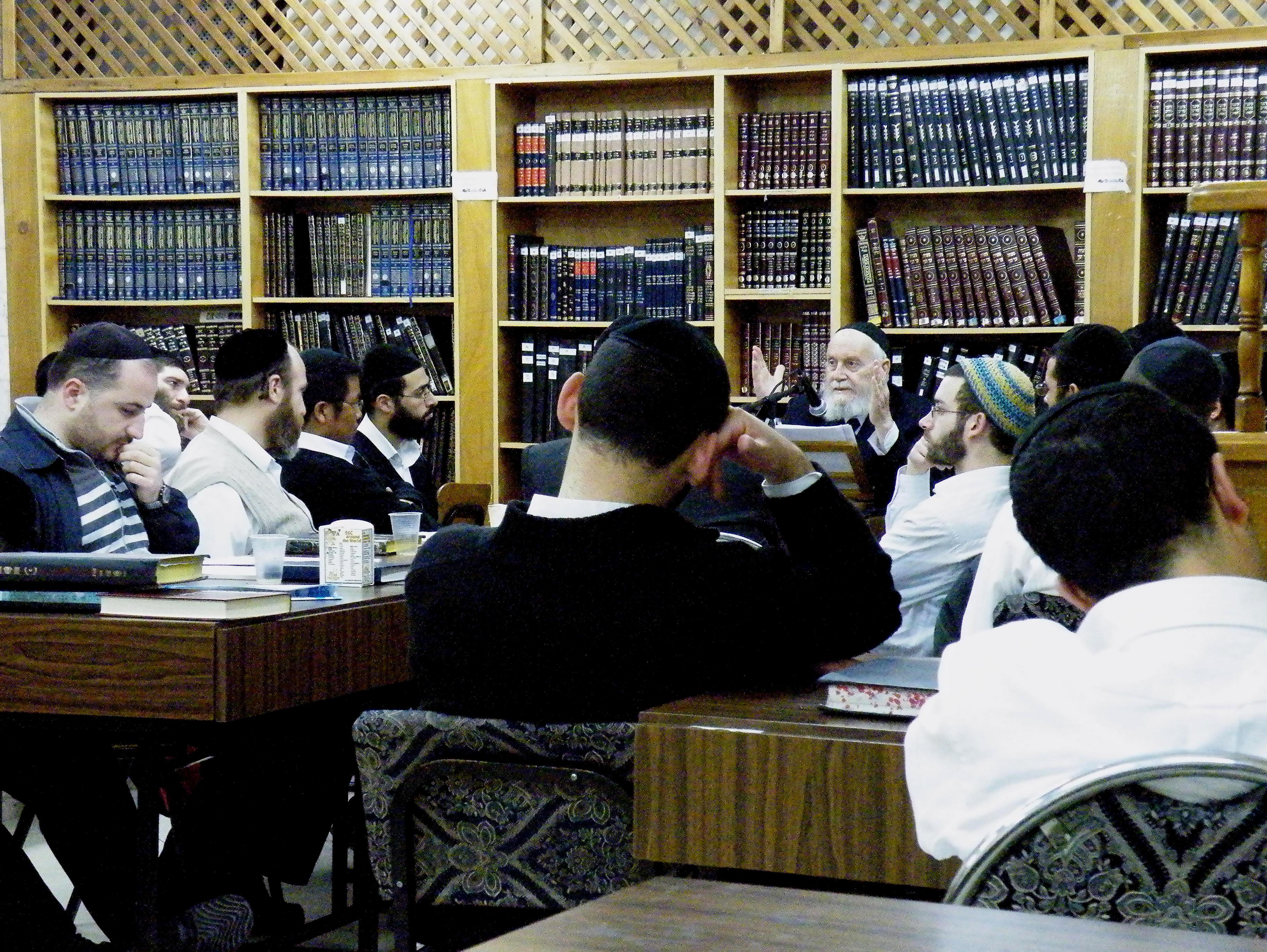
Scuola rabbinica a Gerusalemme

Il Talmud elenca l'emissione di tre classi di semikhah:
Yoreh Yorehil destinatario di questa semikhah dimostra un'istruzione sufficiente e un appropriato giudizio che gli permetta di promulgare sentenze halakhiche su materie di legge religiosa che riguardi la vita quotidiana, come per esempio il kashrut, la nidda e le attività permesse e/o proibite durante lo Shabbat o nelle Festività ebraiche (Yom Tov ecc.).
Yadin Yadinil destinatario di questa semikhah dimostra un'istruzione sufficiente e un appropriato giudizio che gli permetta di promulgare sentenze halakhiche su materie di legge religiosa che riguardi dispute monetarie e immobiliari.
Yatir Bechorot Yatiril destinatario di questa semikhah dimostra un'istruzione sufficiente e un appropriato giudizio che gli permetta di determinare lo status rituale degli animali primogeniti che hanno sviluppato difetti. Questo grado richiede una vasta conoscenza veterinaria.
Mentre le prime due classi vengono tuttora concesse, l'ultima non è più in corso.

## Periodo post-talmudico
1. Zugot
2. Tannaim
3. Amoraim
4. Savoraim
5. Gaonim
6. Rishonim
7. Acharonim

### Il declino dellasemikhahclassica
La linea originale di successione sembra essersi conclusa nel IV o V secolo. I Geonim, i primi saggi ebrei medievali di Babilonia, non erano in possesso di una semikhah e non usavano il titolo di "rabbi". Venivano formalmente chiamati "rav" e autorizzati a prendere decisioni legali e religiose. Alcuni credono che la semikhah classica possa essere addirittura sopravvissuta fino al XII secolo, quando i semuchim dal Libano e dalla Siria andarono in Israele al fine di trasmettere la semicha ai loro studenti.
Qualche tempo dopo che la Peste nera colpì l'Europa, la comunità ebraica fu influenzata dal rilascio ufficiale di diplomi da parte delle università cristiane europee e nelle zone oggi conosciute come Francia e Germania, gli ebrei aschenaziti cominciarono nuovamente ad usare il termine semikhah, questa volta con riferimento a un "diploma" formale conferito da un insegnante al proprio allievo, che autorizzava l'allievo ad essere chiamato Mori (mio insegnante). Questa usanza venne inizialmente criticata dagli ebrei sefarditi, che la reputavano come "presuntuosa e arrogante", ad imitazione della pratica dei gentili (in questo caso, il dottorato delle università); alla fine però tale fu adottata anche dalla comunità ebraica sefardita.

### Tentativi di riattivare lasemikhahclassica
Maimonide, nel suo Mishneh Torah, afferma che "se tutti i saggi di Israele fossero d'accordo all'unanimità di nominare e ordinare dei giudici, allora questi nuovi ordinati avrebbero posseduto la piena autorità dei giudici ordinati originali" (Hilchoth Sinedrio 4,11). Il suo codice di diritto fu accettato come normativo dalla maggior parte degli studiosi ebrei di allora, sebbene questa sezione fosse vista soprattutto come teorica, poiché il Rambam conclude che "la materia ha bisogno di una decisione". Il Sinedrio di Rabbi Jacob Berab pretendeva di metterla in atto nella Halakhah pratica, cambiando certi dettagli minori. Tuttavia, poiché l'esistenza giuridica di questo Sinedrio dipende dalla validità dell'interpretazione maimonidea, la questione è circolare.

#### Tentativo di Rabbi Jacob Berab, 1538
Nel 1538 Rabbi Jacob Berab di Safed, in Terra d'Israele, tentò di restaurare la forma tradizionale della semikhah. Il suo obiettivo era quello di unificare le varie comunità ebraiche mediante il ristabilimento del Sinedrio. Dietro suo suggerimento, 25 rabbini della Terra d'Israele si riunirono e ordinarono Jacob Berab come loro "Rabbino Capo". Berab poi conferì la semikhah con un'imposizione delle mani su quattro rabbini, tra cui Joseph Karo, poi l'autore dello Shulchan Aruch, generalmente considerato come il codice più importante di legge ebraica a partire dal XVII secolo.
Nel 1541, Karo successe a Berab e perpetuò la tradizione ordinando Moshe Alshich, Elisha Gallico e Jacob Berab II. Negli anni 1590, Alshich ordinò Hayim Vital e negli anni tra il 1594 ed il 1599, Jacob Berab II ordinò altri sette studiosi: Moses Galante, Elazar Azikri, Moses Berab (fratello di Jacob), Abraham Gabriel, Yom Tov Tzahalon, Hiyya Rofe e Jacob Abulafia.
Berab fece l'errore di non aver prima ottenuto l'approvazione dei principali rabbini di Gerusalemme, il che creò un ostacolo all'avere il Sinedrio in quel momento. Però non fu un'obiezione alla semikhah, bensì al ristabilire il Sinedrio. Levi ibn Habib, il Rabbino Capo di Gerusalemme, scrisse che quando il Sinedrio si assegnò l'autorità sinderiale, avrebbe dovuto immediatamente fissare il calendario ebraico. Tuttavia, avendo ritardato tale delibera, si invalidò. Rabbi David ibn Abi Zimra (detto il Radvaz) d'Egitto venne consultato, ma quando Berab morì nel 1542 la rinnovata forma di semikhah gradualmente si bloccò.

#### Tentativo di Rabbi Yisroel Shklover, 1830

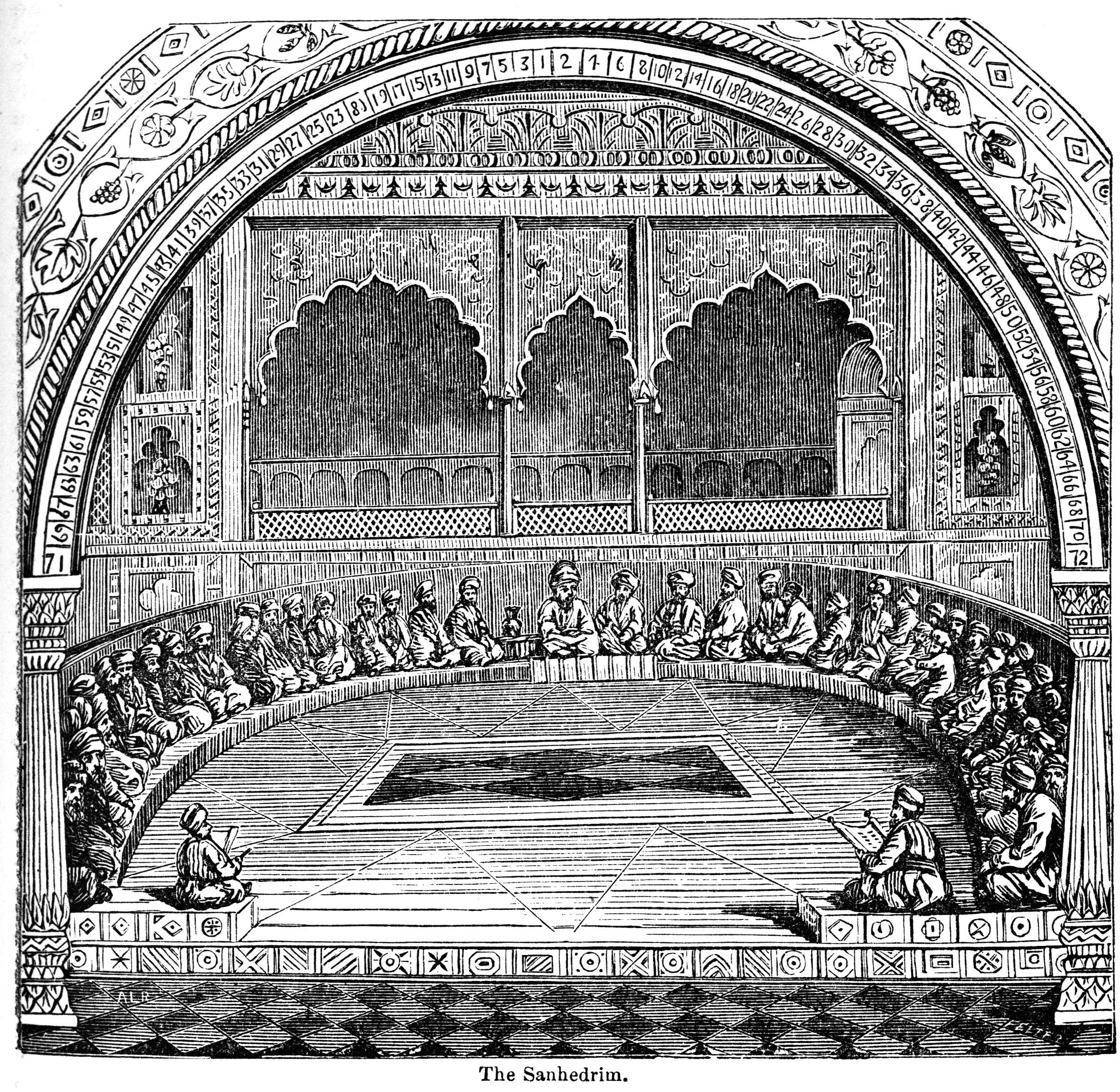
Il Sinedrio, da un'enciclopedia del 1883

Nel 1830, Rav Yisroel di Shklov, uno dei principali discepoli del Gaon di Vilna che si erano stabiliti a Gerusalemme, fece un altro tentativo di riavviare la semikhah. Rav Yisroel era interessato ad organizzare un Sinedrio, ma aveva accettato la sentenza di Levi ibn Habib e David ibn Abi Zimra che "non siamo in grado di creare la semikhah da noi stessi, per conto nostro".
A quel tempo l'Impero Turco si stava sgretolando e perdendo le guerre contro Russia, Prussia, Austria e altri. Nel tentativo di modernizzarsi, gli ottomani si affidarono sempre di più a "consiglieri" occidentali. Per la prima volta la Penisola araba e lo Yemen si aprirono all'occidente. Scienziati e sociologi erano convinti che in Yemen le comunità laiche fossero state tagliate fuori ed isolate dal mondo occidentale per secoli. All'epoca le principali riviste scientifiche europee considerarono seriamente che i resti delle "Dieci Tribù" si sarebbero trovate nello Yemen.
Rav Yisroel di Shklov venne influenzato sia da questa corsa del pensiero scientifico sia da un suggerimento del Radvaz di ricevere la semikhah da una delle "Dieci Tribù", specificamente da quelle di Ruben e Gad. Rav Yisroel cercò di definire dove pensava che i Bnei Ruben ("figli di Ruben") si trovassero e mandò un emissario, Rav Baruch Pinchas, ad individuarli. Rav Baruch non riuscì a localizzare la Tribù di Ruben e venne ucciso o morì mentre contribuiva ad assistere nelle esigenze mediche dei poveri abitanti dei villaggi yemeniti.
Un punto interessante della Legge ebraica venne posto da Rav Yisroel in quanto sollevò la questione di come potesse la Tribù di Ruben mantenere viva la semikhah, dal momento che era al di fuori della Terra di Israele e la semikhah poteva essere concessa solo in Terra di Israele. Yisroel rispose che, poiché i Bnei Reuven erano stati lontani dal resto di Israele prima che questa sentenza fosse accettata, non vi era nessun motivo di supporre che l'avessero accettata e c'era quindi una possibilità che avessero mantenuta in vita l'istituzione della semikhah.

#### Tentativo di Rabbi Aharon Mendel haCohen, 1901
Rabbi Mendel raccolse l'approvazione di circa 500 importanti rabbini a favore del rinnovo della semikhah secondo l'opinione di Maimonide. Il suo coinvolgimento nella fondazione di Agudath Israel e l'avvento della prima guerra mondiale lo distrasse dall'attuare questo progetto.

#### Tentativo di Rabbi Zvi Kovsker, 1940
Rabbi Zvi Kovsker giunse in Israele dalla Russia sovietica. Vedendo la condizione degli ebrei negli anni precedenti alla seconda guerra mondiale, intraprese una campagna per contattare e collaborare con molti leader rabbinici in Israele onde ottenere la loro approvazione per il rinnovo della semikhah, e il ristabilimento di un Sinedrio quale autentico governo del popolo ebraico (ciò avveniva prima della creazione dello Stato di Israele del 1948).

#### Tentativo di Rabbi Yehudah Leib Maimon, 1949
Nel 1948, con la fondazione del moderno Stato di Israele, l'idea di ripristinare la forma tradizionale della semikhah e ristabilire un nuovo "Sinedrio" diventò un movimento popolare tra alcune comunità all'interno della sionismo religioso. Rabbi Yehuda Leib Maimon, primo ministro israeliano per gli Affari Religiosi, promosse questa idea, appoggiato da un ristretto numero di rabbini sionisti del Rabbinical Council of America dell'Ebraismo Ortodosso Moderno; alcuni rabbini dell'Ebraismo conservatore affermarono la loro opinione di uno sviluppo potenzialmente positivo in materia. Tuttavia, la maggioranza degli ebrei laici, molti haredim e la maggior parte degli ebrei non ortodossi non approvò questo obiettivo. Anche il Rabbino Capo aschenazita di Israele del tempo, Yitzhak HaLevi Herzog, esitò a sostenere questo revival e l'idea alla fine fu scartata.

#### Tentativo in Israele, 2004
Il 13 ottobre 2004, un gruppo di rabbini ortodossi di varie estrazioni di riunì a Tiberiade e si dichiarò il Sinedrio ricostituito. La base per ristabilire la semikhah era stata formata nella Halakhah dal Sinedrio di Rabbi Jacob Berab (cfr. supra) come registrato da Rabbi Yosef Caro (autore dello Shulchan Aruch). Il gruppo di Tiberiade intendeva riparare gli errori fatti da Jacob Berab nel 1538,  contattando i rabbini di tutto Israele invece di quelli soltanto locali. Si tenne un'elezione, come richiesto dalla Halakhah e settecento rabbini furono contattati di persona o per iscritto e Rabbi Moshe Halberstam della Edah HaChareidis (lett. "Comunità Haredi") fu il primo a ricevere la semikhah dopo che i rabbini Ovadiah Yosef e Yosef Shalom Eliashiv lo riscontrarono idoneo a tale onore, sebbene fosse troppo anziano per officiare attivamente come giudice (dayan). Rabbi Halberstam poi ordinò Rabbi Dov Levanoni, che a sua volta ordinò altri nuovi rabbini.
Questo tentativo era destinato ad essere un miglioramento rispetto a quello di Rabbi Jacob Berab, ormai contattati settecento rabbini in tutto Israele, al contrario dell'elezione dei venticinque rabbini di Safed fatta da Berab. I membri per lo più si comportano come segnaposti e hanno pubblicamente espresso la loro intenzione di farsi da parte quando altri candidati meritevoli si uniranno. Rabbi Adin Steinsaltz il Nasi del Sinedrio ha detto: " Sarei felice se in un altro paio di anni queste sedie fossero occupate da studiosi superiori a noi, cosicché potessimo dire: 'Ho riscaldato le sedie per voi'.
La corrente iniziativa di restaurazione del Sinedrio è la sesta della storia recente, ma a differenza dei precedenti tentativi sembra esserci un consenso generale tra i principali saggi della Torah residenti in Terra d'Israele anche a causa di un'urgente necessità di simili istituzioni in questo periodo di tribolati conflitti morali nell'ambito della situazione politica israeliana, che crea continue controversie internazionali.

## Stato dei rabbini odierni

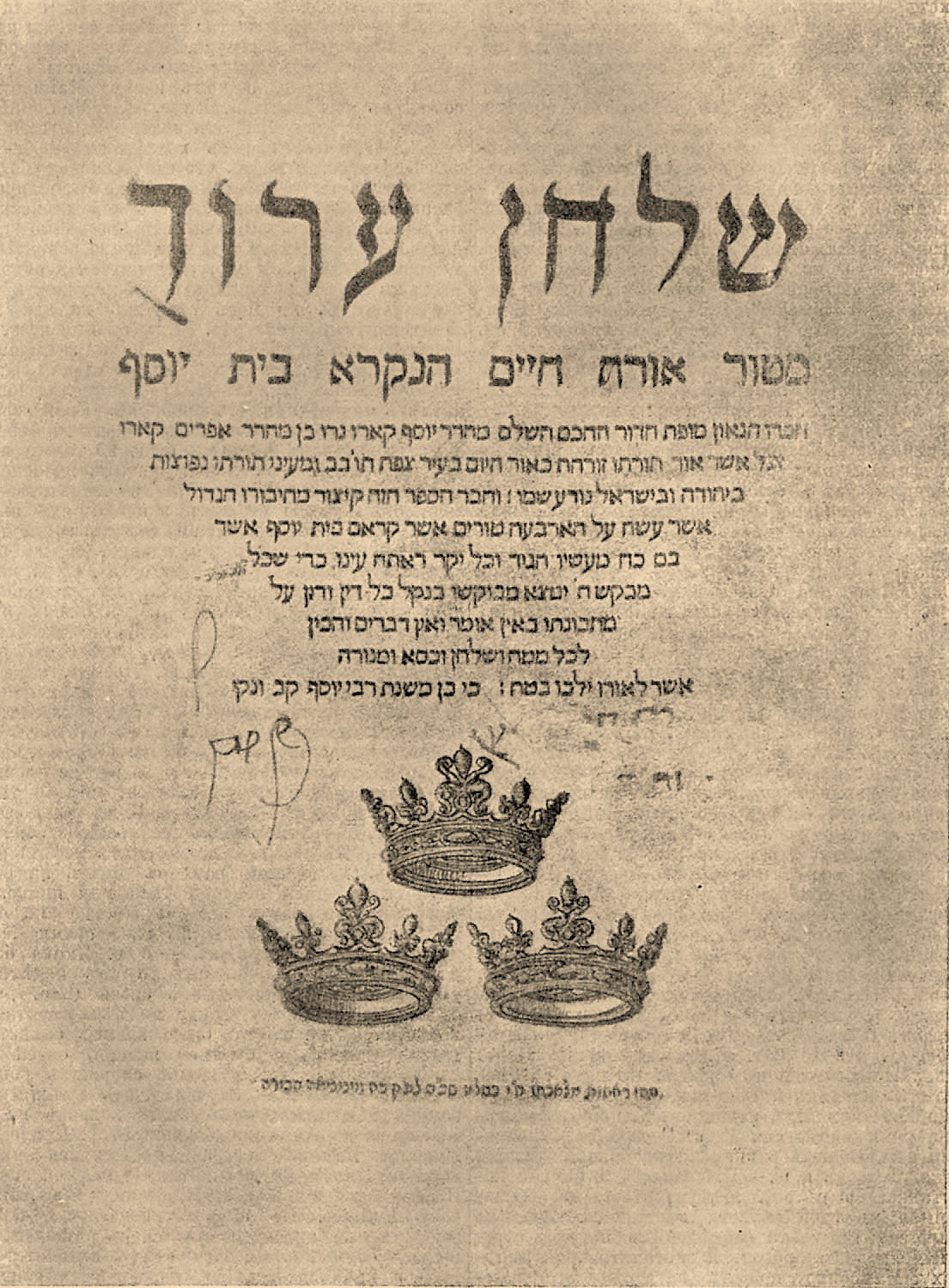
Illustrazione dello Shulchan Aruch sulla Jewish Encyclopedia (1906—1913)

Sebbene la maggior parte delle sinagoghe funzionanti abbiano un rabbino in possesso della semikhah, questo titolo fino a poco tempo fa non sempre era necessario, infatti molti rabbini haredi non avevano l'obbligo di essere in possesso di una semikhah "formale" anche se occupavano importanti posizioni rabbiniche e di leadership. Il motivo principale sta nel fatto che ciò che è apprezzato sopra ogni cosa nella comunità in cui operano e che guidano è una maestria suprema del Talmud con una vasta conoscenza dei commentari dei Rishonim e Acharonim e dei Responsa, insieme alla conoscenza dello Shulchan Aruch e della Halakhah ("Legge ebraica"). Molti rebbe chassidici e Rosh Yeshiva delle principali  yeshivah ortodosse non sono tenuti a "provare" ai loro discepoli che hanno o non hanno una semikhah formale, perché la loro reputazione come saggi studiosi della Torah è indiscussa e stimata, sulla base delle raccomandazioni di altri saggi di fiducia e delle esperienze ed interazioni che molti studiosi biblici ebrei hanno con loro, cosicché danno testimonianza concreta che questi grandi rabbini sono davvero degni di essere chiamati tali. Ad esempio, il rabbino Yisrael Meir Kagan, noto anche come il Chafetz Chayim, probabilmente uno dei più famosi rabbini del XX secolo, fu addestrato e riconosciuto come rabbino, ma non deteneva una semikhah fino a quando non dovette richiederne una per ottenere il passaporto. Si rese conto che se non avesse presentato un documento scritto di semikhah, non poteva tecnicamente mettere "rabbino" come professione senza mentire. Ricevette poi la sua semikhah per telegrafo da Rabbi Chaim Ozer Grodzinski di Vilna - metodo insolito, soprattutto nei primi anni del XX secolo.
La maggior parte dei poskim, tuttavia, non hanno la semikhah. Così come esiste un dibattito su chi è un Ebreo, c'è poco consenso su che è un rabbino. Il movimento di riforma in un responsum afferma che per i loro templi, i rabbini officianti devono partecipare e completare il loro programma accademico di formazione presso scuole rabbiniche dell'Ebraismo riformato, ma si stabilisce inoltre che ciò non nega alle altre correnti ebraiche di accettare la semikhah in maniera individuale, caso per caso. Non prendono poi in considerazione la questione dei rabbini che non sono officianti ma insegnano, studiano e fanno ricerche. Gli ebrei ortodossi non considerano "rabbini" coloro che vengono chiamati tali dal movimento conservatore e riformato, e di solito fanno attenzione a qualificare il titolo con il movimento da cui ha origine (per es. "rabbino conservatore", "rabbino riformato", ecc.) - un "Rabbino" senza alcuna qualifica dopo il titolo viene considerato ortodosso e quindi legittimo. Nel Regno Unito un ministro di culto ebraico che non possiede la semikhah usa il titolo di "Reverend" (Reverendo) invece di "Rabbi" (Rabbino).

## Rav Muvhak
Il termine "Rav Muvhak" (alternativamente Rebbe/Ravo/Rabo Muvhak, Movhok, Movhak) si riferisce alla persona che insegna al proprio allievo "tutta la sua Chachmah (conoscenza)". Una definizione semplice di Muvhak è "primario/principale", mentre un utilizzo tipico del titolo è quello di affermare che il Rav Muvhak di un particolare rabbino è Rabbi Tizio, ma che ha anche studiato e/o ricevuto la sua semikhah da Rabbi Caio. Rabo (alternat. Ravo) significa "il suo Rav/Rebbe/Rabbino", da qui il termine Rabo Muvhak. Onori speciali vengono conferiti al Rav Muvhak, tuttavia in tempi moderni la maggioranza degli studenti rabbinici vengono istruiti da vari rabbini, che variano con le materie insegnate, quindi il termine Rav Muvhak è ora anacronistico.